# Szombathely–Nagykanizsa-vasútvonal
A Dunántúl nyugati részén húzódó, a Zalai-dombságot észak-déli irányban átszelő Szombathely–Nagykanizsa-vasútvonal a GYSEV 17-es számú, egyvágányú, részben villamosított vasútvonala. A Szombathely-Zalaszentiván szakasz villamosítása 2016. december 7-én befejeződött, a Zalaszentiván-Nagykanizsa szakasz villamosítása tervezés alatt áll.

## Történet
A vasútvonal elődjét a Déli Vasút társaság építette, a Bécs–Sopron–Szombathely–Nagykanizsa-vasútvonal részeként. Az építést megelőzően több nyomvonal is szóba jött (Sopron-Sárvár-Karmacs-Sármellék-Zalakomár-Nagykanizsa, Sopron-Sárvár-Türje-Zalavár-Nagykanizsa, Sopron-Kőszeg-Szombathely-Rum-Zalaszentgrót-Nagykanizsa, Sopron-Csepreg-Szombathely-Zalaegerszeg-Nagykanizsa nyomvonalak), melyek tervezetei a Vas Vármegyei Levéltárban fellelhetők. 
A Sopron-Kőszeg-Szombathely-Rum-Zalaszentgrót-Nagykanizsa vasútvonal tervét Lewicki Antal mérnök készítette el 1847-ben, és az összes tervezet közül a legmegfelelőbbnek találták, ám végül mégsem ez a változat valósult meg. A terv szerint egyszerre épült volna meg a Buda-Zágráb-Fiume vasúttal, melyhez Komárvárosban (ma Zalakomár része) mellékvonalként csatlakozott volna.
A kapcsolódó vasútvonalak kiépülésével a vonal az Osztrák–Magyar Monarchia idején fontos és egyben a leggyorsabb összeköttetést biztosította Bécs és az Adriai-tenger kikötői között. A vasútvonalat 1865. szeptember 21-én helyezték üzembe. A vasútvonalon az átadást követően először a Déli Vasút társaság 511-es számú gőzmozdonya haladt végig, melynek legnagyobb megengedett pályasebessége 65 km/óra volt. A síkvidéki jellegű vonalon egy jelentősebb műtárgy épült, a 2×25,2 m és 3×30,2 m nyílású, összesen 141 m hosszú híd a Rába folyó felett. A felépítményt 35,9 kg/fm tömegű, „VII” jelű vassínekből építették. A vasút legnehezebb terepű szakasza a Rába és a Zala vízválasztóján (a Felső-Kemenesháton) való átkelés Vasvár és Pácsony között. Az eredetileg több ívet és kisebb bevágásokat tartalmazó szakaszt 1976-ban átépítették, ekkor már nem kanyarodott be Oszkó vasútállomáshoz a pálya, így a falu elvesztette állomását. Az átépítéseket a kisegítő mozdonyok alkalmazásának megszüntetése is indokolta. Az átépítések során felszedték Sorkifalud állomáson a kitérő vágányokat és ezen állomásból megálló lett. Vasvár régi állomásépületét is elbontották, a korábbi megálló- rakodóhelyből pedig egy új kitérővágány megépítésével állomás lett.
Győrváron vasúti aluljáró épült a későbbi 74-es főút – ma 74185 jelű bekötőúton, amelyet egynyomú útról 1996-ban 10,50 m-re szélesítette, de a 4 m-es magasságkorlátozás megmaradt.
Győrvár egykori vasútállomása ma Pácsony nevét viseli, a községben 1950. május 1-jén avatták az új vasúti megállót.
Szombathely–Zalaszentiván között 2011. október 1-től az üzemeltetést, december 11-től pedig a közszolgálati személyszállítást a GYSEV vette át.
2016. március 11-én megkezdődött a Szombathely-Zalaszentiván szakasz villamosítása a kivitelező által tett ajánlati ár szerinti nettó 13,3 milliárd forintból. A beruházás eredetileg becsült értéke 9,5 milliárd forint volt, azonban ennél 40%-kal többért vállalta el a kivitelező cég a beruházást, majd 2016. szeptemberében további 427 millió forinttal kiegészítették azt. Így viszont a teljes bekerülési költség a kivitelezés végére már 13,7 milliárd forint lett. A villamosítás mellett korszerűsítették a térvilágítást a vonal öt állomásán – Püspökmolnárin, Vasváron, Pácsonyban, Egervár-Vasboldogasszonyon és Zalaszentivánon – és öt megállóhelyén, továbbá az öt állomás összesen tizenkilenc kitérője új, számítógép-vezérlésű villamos váltófűtést is kapott. Négy állomáson és öt megállóhelyen SK+55 centiméteres magasperont építettek ki. 2016. május 17-én reggel befutott a szombathelyi vasútállomásra az utolsó dízel vontatású személyvonat, majd augusztus 15-ig vágányzárat rendeltek el. A munkák befejezésének határideje 2016. ősze volt. A villamosítás 2016. szeptember 29-én elkészült és feszültség alá helyezésre is került. „A projekt legnagyobb nyertesei az utasok“ – ahogy elhangzott 2016. december 7-én az ünnepélyes átadáson. 2021. május 17-től Pötréte megállóhelyen a Pannónia InterRégió vonatok, 2023. május 1-től Gyöngyöshermán, Sorkifalud, Szentléránt, Győrvár, Zalaszentlőrinc megállóhelyeken, 2023. december 10-től Alsónemesapáti és Pötréte megállóhelyen valamennyi vonat csak feltételesen áll meg.
2025. július 1-jétől a teljes vonal üzemeltetését a GYSEV vette át.

## Zalaszentiván vasútállomásának átépítése 1967-1968 között
Zalaegerszeg vasúti kapcsolatának javítása érdekében a Szombathely-Nagykanizsa, illetve Zalaegerszeg-Boba-Székesfehérvár vasútvonalak összekapcsolását és azonos nyomvonalra történő helyezését határozták el. Korábban a régi nyomvonal Kisfaludpuszta állomásról indulva, a szombathelyi vonal felett felüljárón áthaladva kerülte meg Zalaszentivánt, és tovább haladva vezetett Alibánfán keresztül Ukk-Boba irányba. A felüljáró alatt a szombathelyi irány változatlan maradt, a felüljáró pillérjei és az elbontott Zalaszentivánt elkerülő nyomvonal műtárgyai állnak még. Az átépítés keretében 1967-ben felépült Zalaszentiván új csomóponti vasútállomása. A korábban egymást külön szinten keresztező, majd ~3 km-re szinte párhuzamosan futó vonalak helyett az új állomáson fonódtak össze, majd ágazott szét a négy irány. Az új állomást 1968. október 1-jén avatták fel ünnepélyes keretek között.
Legjelentősebb műtárgya az vasúti nyomvonalnak az 1474+96 hm szelvényben, a régitől 3 km-re épített – alibánfai hat nyílású vasbeton teknőhíd – a Zala felett. A műtárgy végleges, teljes forgalomba helyezése 1967. november 23-án volt. A híd az 1951. évi Vasúti Hídszabályzat szerinti A jelű, 7x25 t ideális terhelésre épült.

## Zalaszentiván vasútállomásának átépítése 2005-2010-ben
Lásd a Boba–Bajánsenyevasútvonalról szóló cikkben.

## Jövőbeli tervek
A vasútvonal villamosítása 2016. szeptember 29-én elkészült a GYSEV által kezelt Szombathely–Zalaszentiván szakaszon. A MÁV által kezelt Zalaszentiván–Nagykanizsa vonalszakasz villamosítása tervezés alatt áll, megvalósulása a 2020-ig felhasználható IKOP közlekedésfejlesztési forrásokból volt tervezett.
A Nemzeti Infrastruktúra Fejlesztő Zrt. még 2017. szeptember 28-án írt ki közbeszerzést „Zalaszentiván–Nagykanizsa (17-es számú) vasútvonal szűk keresztmetszet kiváltás és villamosítás projekt megvalósíthatósági tanulmányának, engedélyezési, kiviteli terveinek és kiviteli tenderdokumentáció műszaki köteteinek összeállítása” címmel, 2017. november 24-én mégis visszaléptek a vasúti tranzit árufuvarozás számára számottevő potenciállal bíró vonalszakasz korszerűsítése elől. A NIF közleménye szerint a projekt az 1846/2017. (XI.14.) Kormányhatározat értelmében kikerült az Integrált Közlekedésfejlesztési Operatív Program (IKOP) éves fejlesztési keretéből. A korszerűsítés lemondása mögött valószínűleg az állhat, hogy az elmúlt évek során a kivitelezési költségek drasztikusan megemelkedtek az építőiparban, ezért több projektnél meg kellett emelni a támogatási keretösszeget, így a kisebb gazdasági, társadalmi vagy politikai haszonnal bíró beruházások közül néhányról le kellett mondani. Megvalósítására 2021. előtt forrás hiányában kevés realitás maradt.

## Forgalom
A vonalon napi 8 pár Pannónia InterRegio vonat közlekedik Szombathelyről Pécsre, a legkésőbbi csak Nagykanizsáig, a legkorábbi Nagykanizsától,ezek közül 5 vonat (visszafelé 4 vonat) Zalaszentivánig csak Püspökmolnári és Vasvár állomásokon áll meg, a többi 3 (illetve 4) pedig minden állomáson és megállóhelyen. Ezeket a vonatokat Siemens Desiro motorvonatokkal állítják ki, azok meghibásodása esetén pedig 418-as sorozatú dízelmozdonyokkal vontatott Halberstadti kocsik állnak az utasok rendelkezésére. A GYSEV-nek napi 6 (hétvégén 4) pár személyvonata közlekedik, leggyakrabban 2. generációs Flirt motorvonatokkal. Ezeknek a célállomása Zalaegerszeg vagy Zalaszentiván.

A vonal teherforgalma közepes, a vasútvonal része a Borostyánkő árufuvarozási folyosónak. A magánvasutak közül a Metrans van jelen a vonalon, Csehország/Szlovákia-Szlovénia között közlekedő konténervonatokkal. Ezen kívül még autószállító-, és műtrágya, ritkábban szén- és tartályvonatok is közlekednek a vonalon. 

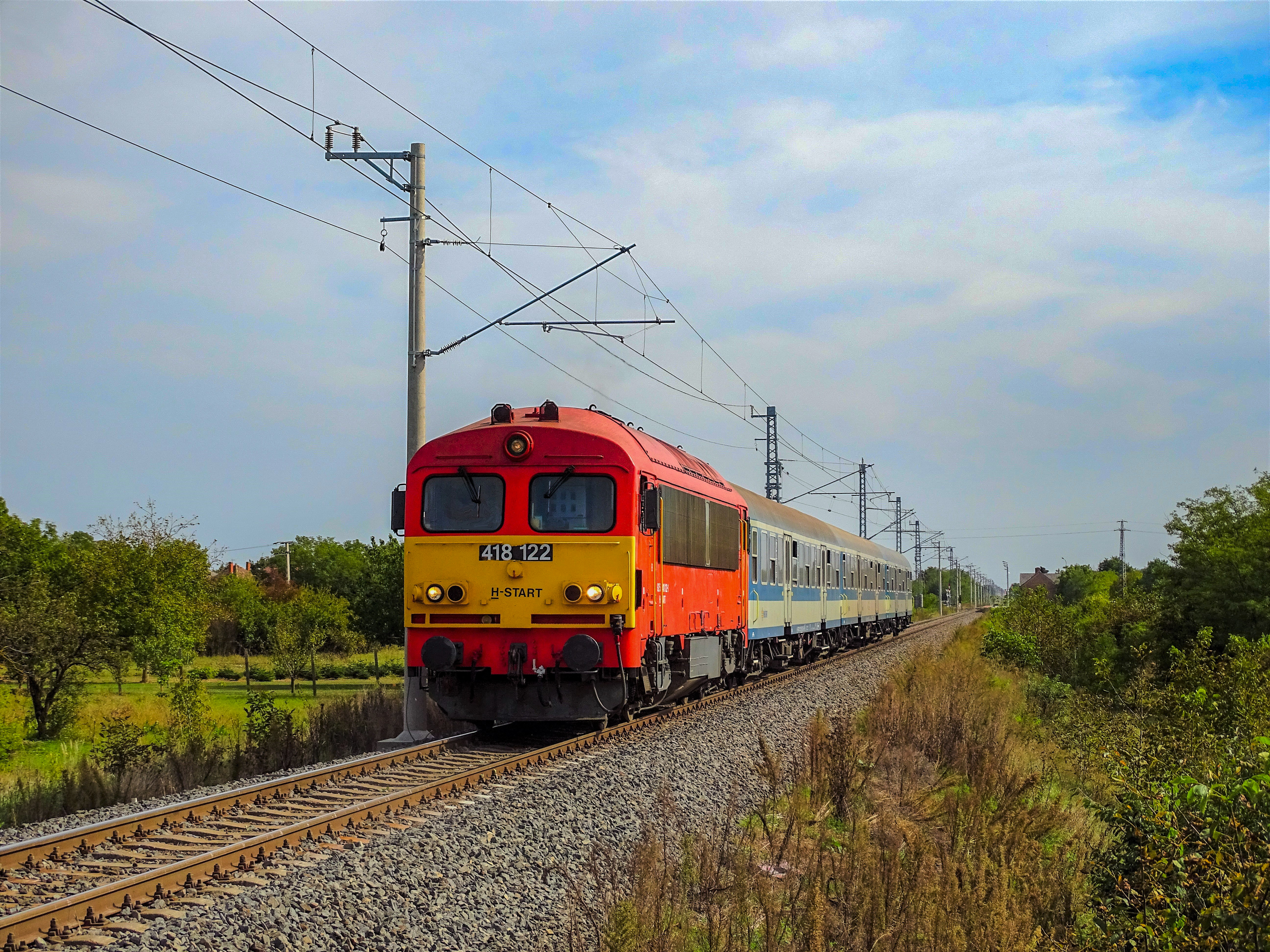
Egy dombóvári honosítású Csörgő a vonalon
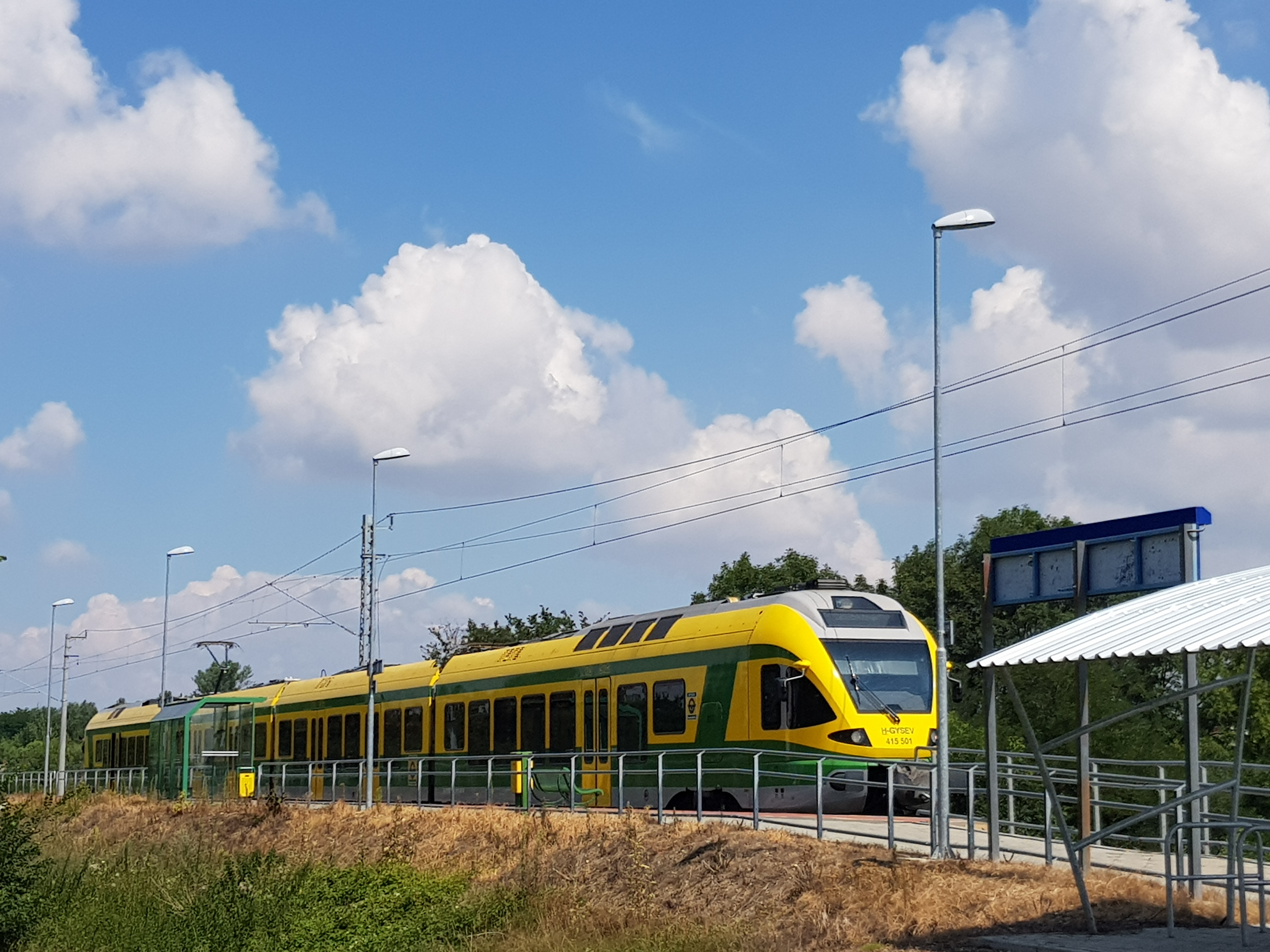
Gyöngyöshermán megállóhely
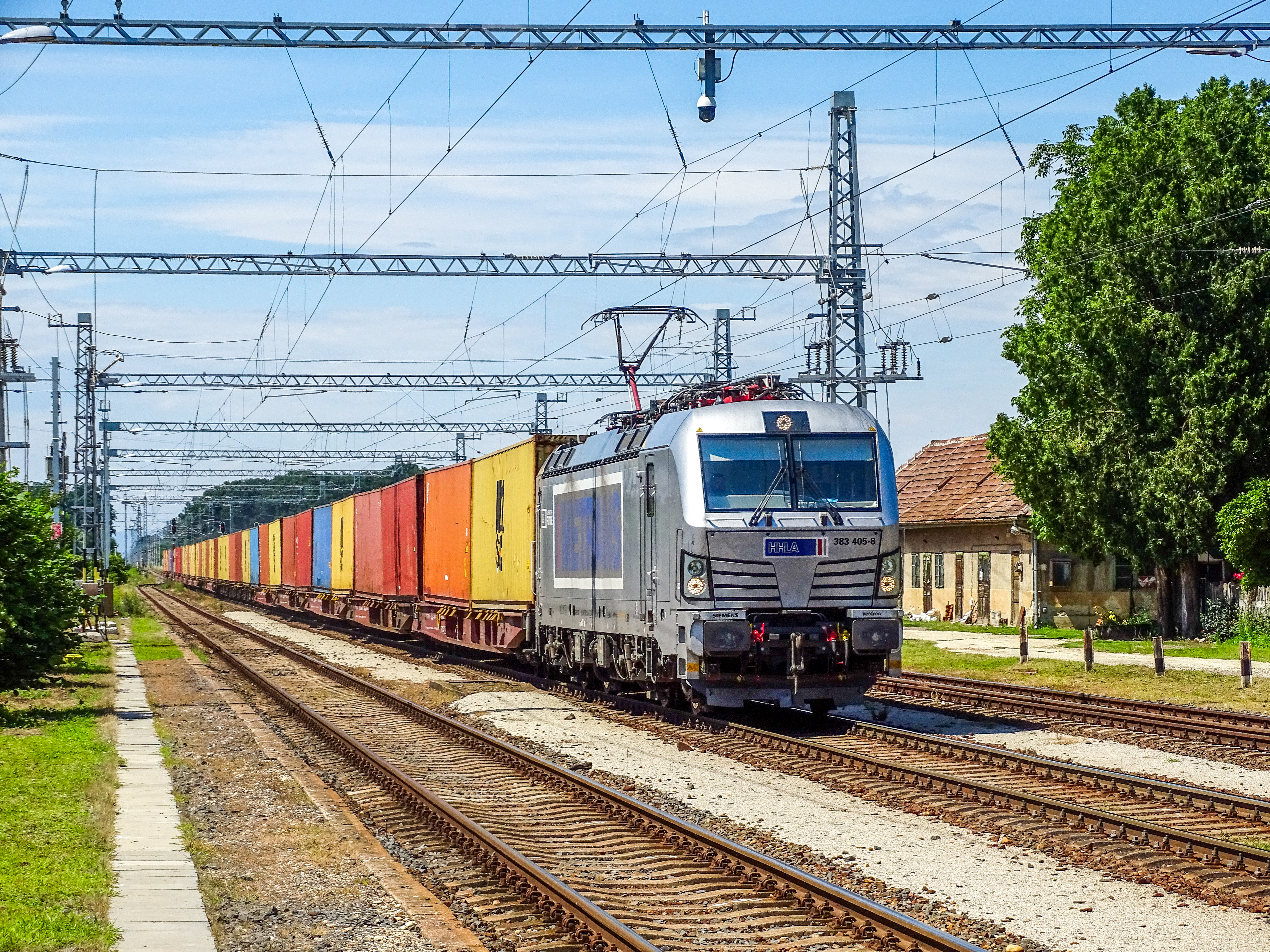
Püspökmolnári állomás
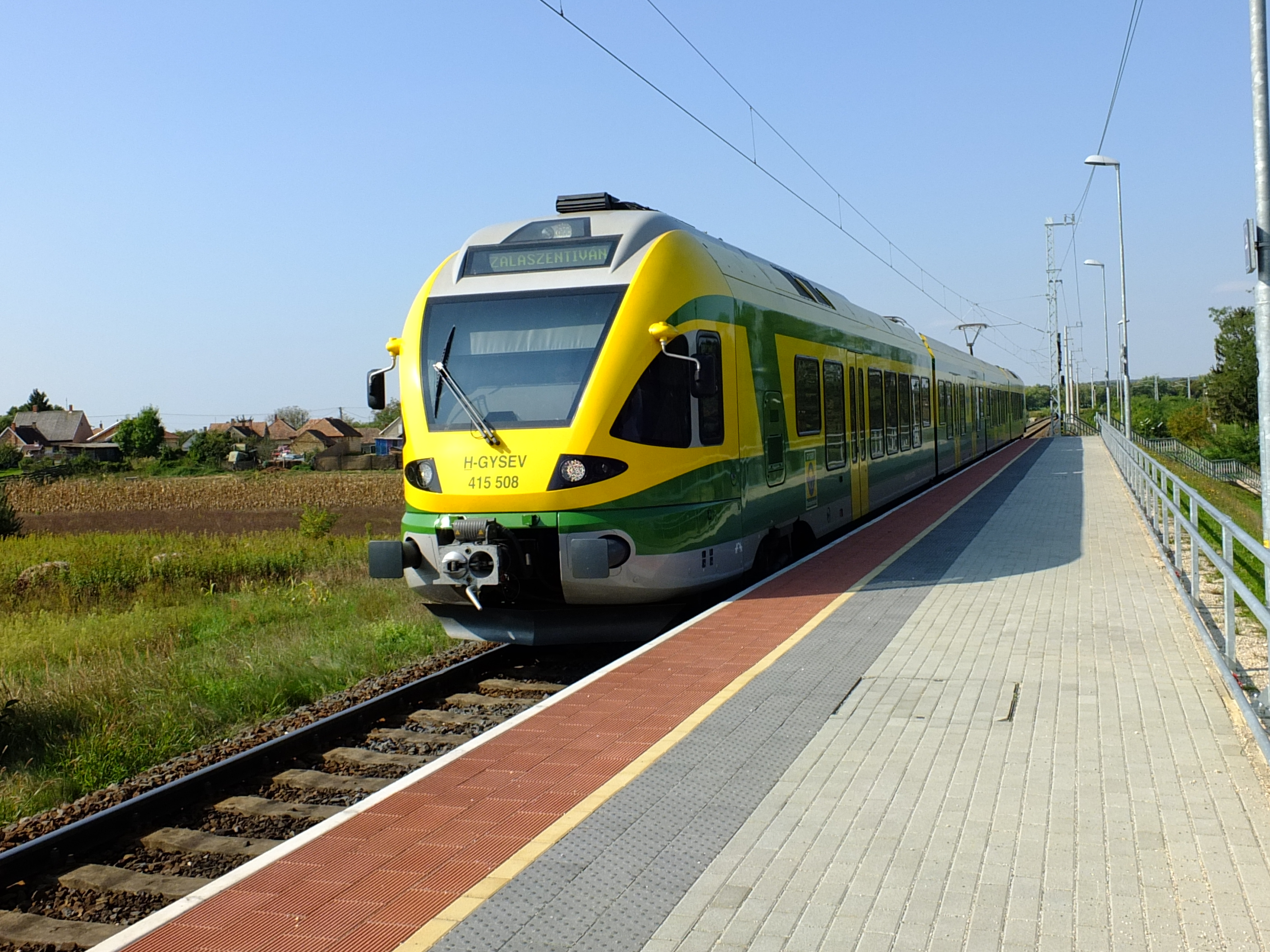
Győrvár megállóhely
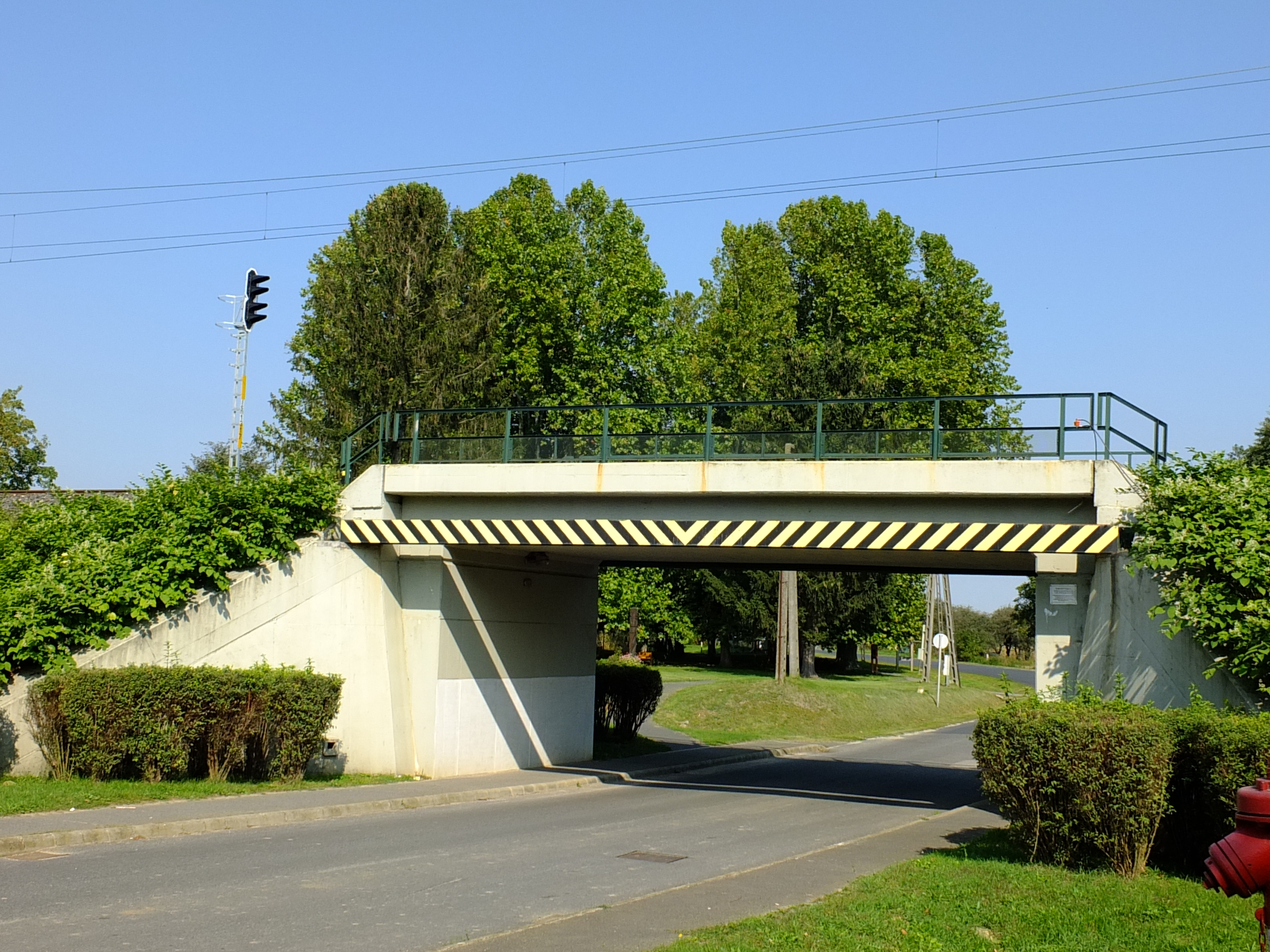
Győrvár vasúti aluljáró, átépítve 1996-ban
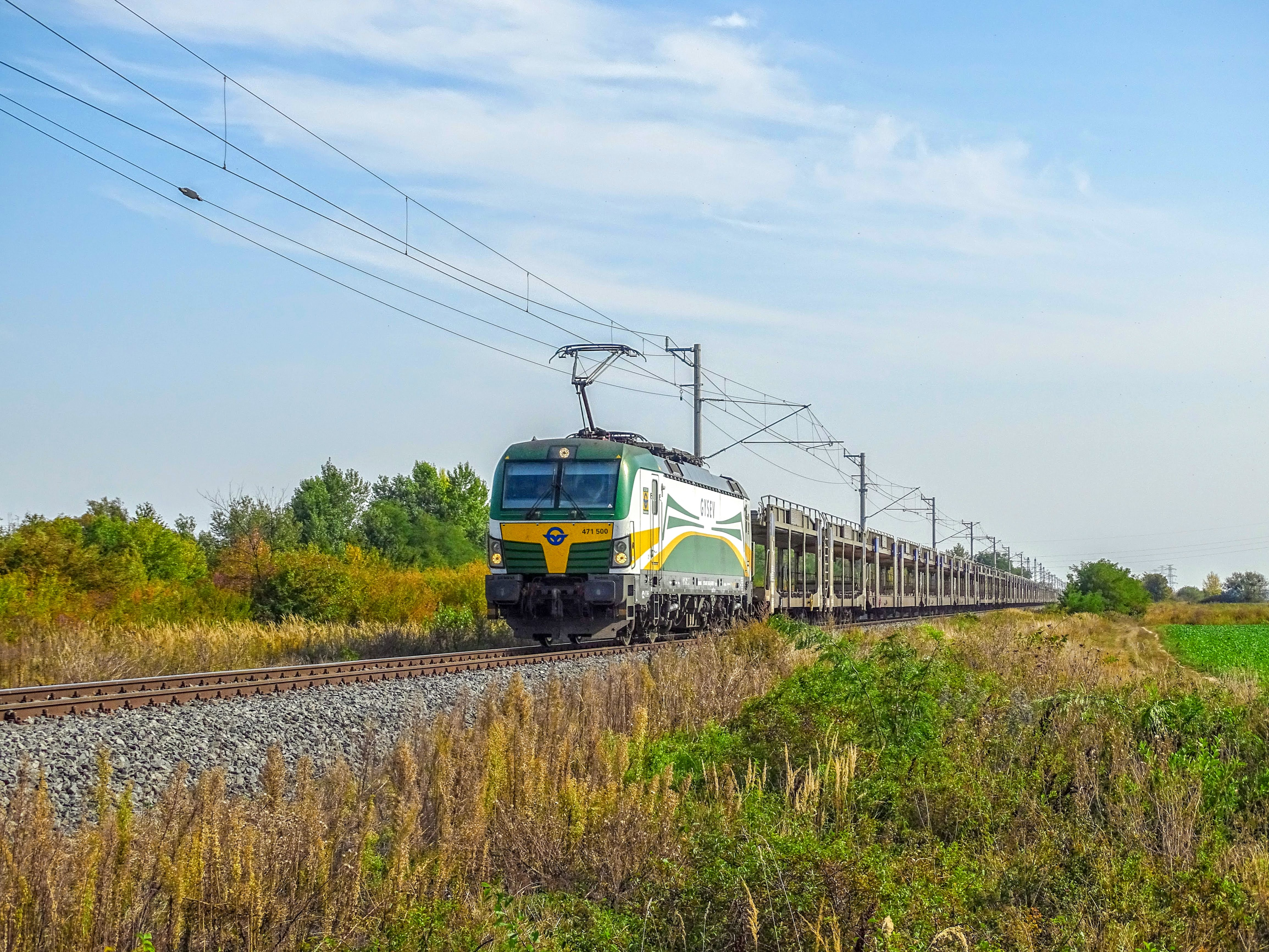
GYSEV Vectron halad autósvonattal a vonalon